# Manso (Haute-Corse)
Manso település Franciaországban, Haute-Corse megyében. Lakosainak száma 117 fő (2022. január 1.). Manso Asco, Serriera, Évisa, Partinello, Albertacce, Calenzana és Galéria községekkel határos.

## Népesség
A település népességének változása:
| Lakosok száma | 79   | 175  | 130  | 106  | 108  | 113  | 114  | 117  | 119  | 117  |
|               | 1968 | 1982 | 1990 | 2006 | 2013 | 2015 | 2017 | 2019 | 2020 | 2022 |